# Maurice Perrin
Maurice Perrin (* 27. Oktober 1911 in Paris; † 2. Januar 1992 in Plaisir) war ein französischer Bahnradsportler und Olympiasieger.
Bei den Olympischen Spielen 1932 in Los Angeles errang Maurice Perrin gemeinsam mit Louis Chaillot die Goldmedaille im Tandemrennen. 1930 und 1932 gewann er den renommierten Sprint-Wettbewerb GP Cyclo-Sport de Vitesse und 1931 den Grand Prix Kopenhagen.
Im Zweiten Weltkrieg war Perrin vier Jahre lang in deutscher Kriegsgefangenschaft. Anschließend übernahm er den elterlichen Fleischgroßhandel in Paris. In späteren Jahren lebte er auf dem Weingut der Familie im Beaujolais.